# Ṡ
Ṡ, ṡ, ẛ (S с точкой сверху) — буква расширенной латиницы. В ирландской орфографии точка использовалась только с буквой Ṡ, тогда как добавленная h использовалась с ch, ph и th, лениция других звуков не обозначалась. Позже обе системы стали использоваться для обозначения лениции согласных, соперничая друг с другом. Со временем в обычной практике точка стала использоваться при написании гэльским шрифтом и заменялась на h при записи антиквой. Таким образом, ċ и ch обозначают один и тот же звук в современном ирландском.

## Использование в других языках

### Эмилиано-романьольский
В эмилиано-романьольском языке обозначает [z], например в слове faṡû [faˈzuː] — фасоль.